# André Benoit
André Benoît, född 6 januari 1984, är en kanadensisk före detta professionell ishockeyspelare. Han spelade för flertalet professionella klubbar såsom Ottawa Senators, Colorado Avalanche, Buffalo Sabres och St. Louis Blues i National Hockey League (NHL), Södertälje SK, Tappara och Malmö Redhawks i Europa samt Spartak Moscow i KHL.

## Spelarkarriär
Benoit spelade i OHL-laget Kitchener Rangers från 2000 till 2005. Han kom senare till Montreal Canadiens men tog dock inte plats i laget utan fick spela för farmarlaget Hamilton Bulldogs i AHL där det blev spel i två säsonger.
Efter hans treårskontrakt gick ut 2007 bestämde sig Benoit för att spela i Europa. Han kom till Tappara och spelade säsongen 2007-08 där innan han reste vidare till Sverige och Södertälje SK som då spelade i Elitserien. Han spelade 54 matcher och gjorde 20 poäng.
Benoit återvände sedan tillbaka till Nordamerika 2009 och tecknade ett 1-årskontrakt på nytt med Canadiens men fick återigen spela hela säsongen i AHL-laget Hamilton Bulldogs.
Under försäsongen 2010 lämnade Benoit Canadiens och skrev ett kontrakt med Ottawa Senators. Han misslyckades att ta sig en plats i laget och fick därför spela Binghamton Senators i AHL. I februari 2011 kallade Senators upp Benoit och han fick då spela 8 matcher.
Efter säsongen 2010-11 återvände Benoit till Europa och Spartak Moscow i KHL där han skrev ett 1-årskontrakt.
1 juli 2012 dagen då marknaden för free-agents öppnar återvände Benoit än en gång till Ottawa. Han spelade med Binghamton under NHL lockuten 2013 innan den upphörde i januari 2013 då det blev spel i Ottawa för resten av säsongen. Benoit gjorde sitt första NHL-mål 19 februari 2013.
5 juli 2013 stod det klart att Colorado Avalanche hade värvat Benoit som var free-agent.

## Statistik

### Klubbkarriär
| 2000–01    | Kitchener Rangers       | OHL        | 65  | 16 | 19 | 35 | 37 | —  | — | —  | —  | —  |
| 2001–02    | Kitchener Rangers       | OHL        | 62  | 13 | 32 | 45 | 77 | 4  | 1 | 0  | 1  | 8  |
| 2002–03    | Kitchener Rangers       | OHL        | 65  | 22 | 45 | 67 | 77 | 21 | 1 | 16 | 17 | 16 |
| 2003–04    | Kitchener Rangers       | OHL        | 65  | 24 | 51 | 75 | 67 | 5  | 1 | 1  | 2  | 6  |
| 2004–05    | Kitchener Rangers       | OHL        | 67  | 24 | 53 | 77 | 72 | 15 | 5 | 13 | 18 | 6  |
| 2005–06    | Hamilton Bulldogs       | AHL        | 70  | 7  | 19 | 26 | 60 | —  | — | —  | —  | —  |
| 2006–07    | Hamilton Bulldogs       | AHL        | 64  | 10 | 21 | 31 | 41 | 22 | 2 | 11 | 13 | 22 |
| 2007–08    | Tappara                 | SM-l       | 54  | 12 | 26 | 38 | 96 | 11 | 2 | 3  | 5  | 10 |
| 2008–09    | Södertälje SK           | SHL        | 54  | 4  | 16 | 20 | 34 | —  | — | —  | —  | —  |
| 2009–10    | Hamilton Bulldogs       | AHL        | 78  | 6  | 30 | 36 | 63 | 19 | 3 | 11 | 14 | 8  |
| 2010–11    | Binghamton Senators     | AHL        | 73  | 11 | 44 | 55 | 53 | 23 | 3 | 15 | 18 | 14 |
| 2010–11    | Ottawa Senators         | NHL        | 8   | 0  | 1  | 1  | 6  | —  | — | —  | —  | —  |
| 2011–12    | Spartak Moscow          | KHL        | 53  | 5  | 11 | 16 | 34 | —  | — | —  | —  | —  |
| 2012–13    | Binghamton Senators     | AHL        | 34  | 9  | 16 | 25 | 28 | —  | — | —  | —  | —  |
| 2012–13    | Ottawa Senators         | NHL        | 33  | 3  | 7  | 10 | 8  | 5  | 0 | 3  | 3  | 0  |
| 2013–14    | Colorado Avalanche      | NHL        | 79  | 7  | 21 | 28 | 26 | 7  | 0 | 1  | 1  | 6  |
| 2014–15    | Buffalo Sabres          | NHL        | 59  | 1  | 8  | 9  | 20 | —  | — | —  | —  | —  |
| 2015-16    | Chicago Wolves          | AHL        | 72  | 8  | 25 | 33 | 26 | —  | — | —  | —  | —  |
| 2015-16    | St. Louis Blues         | NHL        | 2   | 0  | 0  | 0  | 0  | —  | — | —  | —  | —  |
| 2016–17    | Malmö Redhawks          | SHL        | 52  | 6  | 18 | 24 | 22 | 13 | 0 | 2  | 2  | 8  |
| 2017–18    | Cleveland Monsters      | AHL        | 31  | 1  | 4  | 5  | 22 | —  | — | —  | —  | —  |
| 2017–18    | Bridgeport Sound Tigers | AHL        | 19  | 1  | 8  | 9  | 10 | —  | — | —  | —  | —  |
| NHL totalt | NHL totalt              | NHL totalt | 181 | 11 | 37 | 48 | 60 | 12 | 0 | 4  | 4  | 6  |

### Internationellt
| År            | Lag           | Turnering     |               | Matcher | Mål | Assist | Poäng | Utv |
| ------------- | ------------- | ------------- | ------------- | ------- | --- | ------ | ----- | --- |
| 2002          | Kanada        | U18-VM        | 8             | 1       | 3   | 4      | 4     |     |
| Junior totalt | Junior totalt | Junior totalt | Junior totalt | 8       | 1   | 3      | 4     | 4   |

## Meriter
| Merit                              | År   |
| ---------------------------------- | ---- |
| Memorial Cup med Kitchener Rangers | 2003 |
| OHL Second All-Star Team           | 2004 |
| OHL William Hanley Trophy          | 2004 |
| OHL Leo Lalonde Memorial Trophy    | 2005 |
| OHL First All-Star Team            | 2005 |
| Calder Cup med Hamilton Bulldogs   | 2007 |
| Spengler Cup                       | 2007 |
| AHL Second All-Star Team           | 2011 |
| Calder Cup med Binghamton Senators | 2011 |